# Борисово (Вожегодский район)
Борисово — деревня в Вожегодском районе Вологодской области.
Входит в состав Бекетовского сельского поселения (с 1 января 2006 года по 9 апреля 2009 года входила в Липино-Каликинское сельское поселение), с точки зрения административно-территориального деления — центр Липино-Каликинского сельсовета.
Расстояние до районного центра Вожеги по автодороге — 68,3 км, до центра муниципального образования Бекетовской по прямой — 14 км. Ближайшие населённые пункты — Анисимовская, Каликинский Березник, Иваньково, Крапивино, Петрово.
По переписи 2002 года население — 46 человек (24 мужчины, 22 женщины). Всё население — русские.